# Laocoont
Laocoont, (en grec antic Λᾱοκόων), segons la mitologia grega, fou un sacerdot d'Apol·lo Timbri troià, fill d'Antènor. Es casà amb Antíope, la qual li donà dos fills, Etró i Melanto, o bé Antifos i Timbreu. Laoocont atragué la còlera d'Apol·lo en casar-se amb la seva muller davant l'estàtua consagrada a aquest déu, cosa que constituïa un sacrilegi.
Quan els grecs van desembarcar a Troia, els troians havien lapidat el sacerdot de Posidó amb el pretext que no havia sabut obtenir, mitjançant sacrificis, la protecció d'aquest déu i tampoc havia impedit l'arribada de les tropes enemigues. En el moment en què els grecs van simular embarcar i van deixar el cavall de fusta a les portes de la ciutat, Laocoont se'n malfià i mirà de convèncer els seus conciutadans que no l'acceptessin com a obsequi, però aquests no li'n van fer cas. Els troians encarregaren a Laocoont que oferís un sacrifici a Posidó amb el prec que fes caure grans tempestes a la ruta de les naus enemigues.

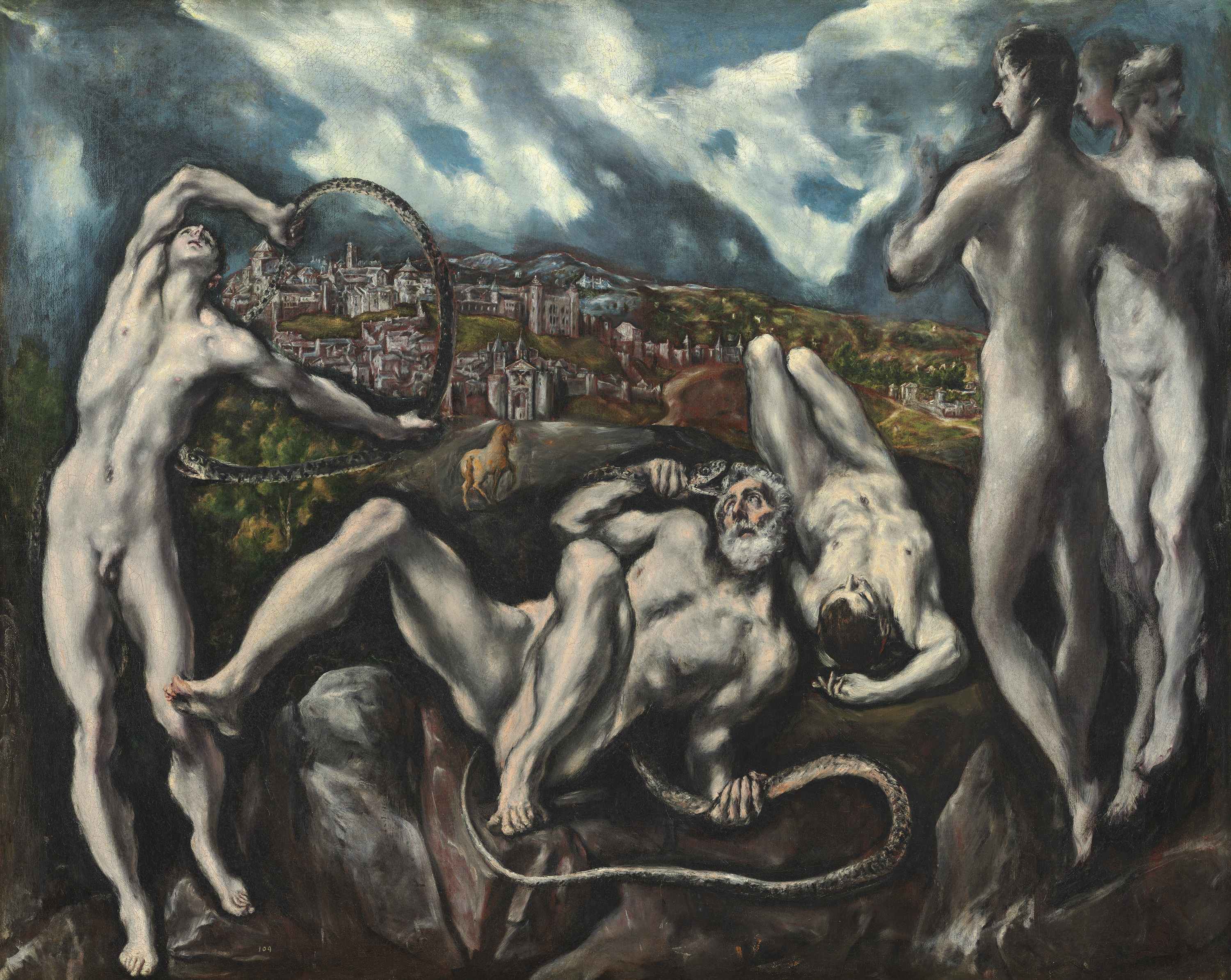
Laocoont i els seus fills, el Greco (1604-1614)

Però quan Laocoont es disposava a oficiar el sacrifici a Posidó en plena platja immolant al déu un brau, dues serps gegants van sortir de la mar i es van enroscar en els seus dos fills. Laocoont va córrer a auxiliar-los, però tots tres van morir escanyats pels monstres, els quals van anar després a trobar-se al peu de l'estàtua d'Atenea, al temple de la ciutadella. Davant aquest prodigi, els troians van recordar que Laocoont s'havia oposat a la proposta d'introduir a la ciutat el cavall abandonat pels grecs, havia aconsellat de cremar-lo i fins i tot havia revelat que era buit. Van creure que la mort de Laocoont era un càstig per aquest acte sacríleg, quan, en realitat, encara que ells no podien saber-ho, Apol·lo venjava un sacrilegi anterior: la profanació del seu temple.
Ja no es va dubtar en consagrar el cavall a la divinitat, i això -com se sap- va originar la ruïna de la ciutat. Els troians ho interpretaren com un càstig dels déus per haver-se oposat a una oferta de pau, però generalment se suposa que les serps van ser enviades per Atena, que desitjava la caiguda de la ciutat.
La tradició ha conservat el nom de les dues serps, que es deien Porce i Caribea.